# کیسی لید
کیسی لید (انگلیسی: Casey Loyd؛ زادهٔ ۲۳ فوریهٔ ۱۹۸۹) بازیکن فوتبال اهل ایالات متحده آمریکا است.
از باشگاه‌هایی که در آن بازی کرده‌است می‌توان به اسکای بلو اف‌سی، اف‌سی دالاس، شیکاگو رد استارز، و اف سی کانزاس سیتی اشاره کرد.
وی همچنین در تیم ملی فوتبال زنان ایالات متحده آمریکا بازی کرده‌است.
وی در مسابقات کشوری و بین‌المللی در مجموع برندهٔ ۱ مدال نقره شده‌است.